# Fordhaus Ben Tsissy
Fordhouse Ben-Zisi (Natan) (Khodorkov (prop de Kíev, Ucraïna), 23 d'octubre, 1896 - 1979 ) va ser un compositor i director d'orquestra durant el període Yishuv i els primers temps de l'estat israelià.

## Biografia
Natan, era fill de Shalom Fried, un escriptor i cabalista satram, i Pua Tsissy, de soltera Nusinov, a la ciutat de Khodorkov, prop de Kíev, Ucraïna. Va estudiar inicialment en una yeshiva, però més tard va adquirir una educació musical al Conservatori Estatal de Sant. Com a director de l'Òpera de Palestina i després de la "Orquestra Simfònica de Palestina", Ben-Tsissy va ser el fundador de l'oratori de Palestina, que va aparèixer en oratoris (obres musicals dramàtiques, interpretades per un cor i una orquestra sense actuació i sense escenografia, la majoria dels texts es cantaven en hebreu i es posava l'accent bíblic). En preparació del primer Maccabiah de 1932, es va celebrar un gran ball artístic, en el qual es va interpretar l'oratori "Eretz Yisrael", dirigit per Ben-Zisi, amb una sèrie de cançons heroiques jueves, inclosa la cançó de la victòria de "Judas Maccabees" de Händel.
Des de 1929, Ben-Zisi va ser el director de l'orquestra que acompanyava les representacions del Teatre Habima i va compondre música per a desenes d'obres d'escenari.
Des de la dècada de 1930 fins a la de 1960, Ben-Zisi va exercir com a director musical i director en cap de l'Habima. Es va casar amb Esther, filla de Shmuel a Barbada. La parella va tenir dues filles: Pua i Shulamit. La seva filla, Shulamit Alkalai, era violinista de l'Orquestra Filharmònica d'Israel.
Fordhouse Ben-Zisi va morir el 1979.
El cognom Fordhouse, amb el qual des d'un moment de la seva vida es va identificar com a primer nom, és molt singular en el paisatge israelià. La font fa referència al període en què era habitual cobrar quotes de mecenatge per pagar els serveis. El nom de la família està format per la paraula "casa" (casa) i "Ford", que és una corrupció de "fiord": abans de tallar un túnel, els conductors havien d'escollir entre una carretera sinuosa a les muntanyes i un ferri que travessa un fiord, i per fer-ho havien de passar pel peatge, d'on prové el nom "Fordhouse".